# Hermann Graßmann

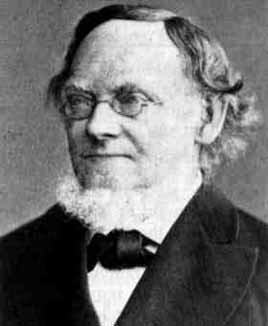
Hermann Graßmann

Hermann Günther Graßmann (* 15. April 1809 in Stettin; † 26. September 1877 ebenda) war ein deutscher Mathematiker, Physiker und Sprachwissenschaftler. Er gilt als eigentlicher Begründer der Vektor- und Tensorrechnung.

## Leben und Werk
Der Vater, Justus Günther Graßmann, absolvierte ein dreijähriges, eigentlich theologisches, aber auch mit naturwissenschaftlichen Inhalten ausgefülltes Studium an der Universität Halle und unterrichtete danach zunächst als Hauslehrer, dann als Konrektor an der Stadtschule in Pyritz und anschließend am Gymnasium in Stettin. Seine Fächer waren Mathematik, Physik und Zeichnen. Außerdem verfasste er einige Lehrbücher über Elementarmathematik für Volksschulen und Gymnasien und gründete 1835 eine physikalische Gesellschaft. „Die in allen diesen Werken niedergelegten wissenschaftlichen und philosophischen Ansätze wurden zu einem entscheidenden Ausgangspunkt der wissenschaftlichen Entwicklungen seines Sohnes.“

### Jugend und Studium
Der junge Hermann Günther tat sich nicht wie z. B. sein Zeitgenosse und späterer Fachkollege William Rowan Hamilton als ein Wunderkind hervor; er fiel vielmehr beim Heranwachsen zunächst durch seine eingeschränkte geistige Spannkraft, Vergesslichkeit und Träumerei auf. Bis zu seinem 14. Lebensjahr konnte man nicht auf seine außerordentliche Begabung schließen.
Dann erwachte aber sein Interesse, und man fasste für ihn zunächst – die Familie war stark vom Pietismus beeinflusst – auch ein theologisches Studium ins Auge, nachdem er 1827 die Reifeprüfung mit der besten Note bestanden hatte. 1827 begann er sein Studium an der Berliner Universität. Dort hörte er unter anderem die Dialektik-Vorlesung und die Predigten von Friedrich Schleiermacher, welche sein Denken stark prägten. „Bereits während der Universitätszeit eignete sich Hermann Graßmann eigenständige Studienmethoden an, welche ihn zu seinem späteren autodidaktischen Eindringen in die Mathematik befähigten“. Während seines gesamten Studiums hörte er keine mathematische Vorlesung.
Sein ungeheures zusätzliches, zuerst philologisch orientiertes, selbstauferlegtes Lernpensum brachte ihn schnell an den Rand seiner psychischen und physischen Kräfte, und er erkrankte. Er musste sich in seiner Herangehensweise zunächst umorientieren, und er entwickelte schließlich eine für ihn angemessenere Arbeitshaltung. In einem Brief übte Graßmann Selbstkritik: „Der Phlegmatische … muß vielmehr seinem Gedankengang Klarheit zu geben suchen und in der Klarheit Tiefe.“. Die Grundlage für die außerordentliche Produktivität „dieses unheimlichen Geistes“ (Junghans) auf den verschiedensten wissenschaftlichen Gebieten war damit geschaffen. Die Rolle von Schleiermachers Dialektik als Schlüssel zu den Gesetzmäßigkeiten der unterschiedlichsten Wissenschaftsbereiche ist dabei besonders wichtig. Graßmann schreibt, dass man von ihm „für jede Wissenschaft lernen kann, weil er weniger Positives gibt, als er geschickt macht, eine jede Untersuchung von der rechten Seite anzugreifen und selbstständig fortzuführen, und in den Stand setzt, das Positive selbst zu finden.“.

### Auf dem Weg zurAusdehnungslehrevon 1844
1830 kehrte Graßmann nach Stettin zurück. Er nahm sein Selbststudium wieder auf und beschäftigte sich mit Physik und Mathematik in „enger Verbindung von Geometrie, Arithmetik und Kombinationslehre“.
1831 nahm er eine Stelle am Stettiner Lehrerseminar an, unterrichtete zunächst als Hilfslehrer Deutsch und Raumlehre und schrieb Prüfungsarbeiten für die lehramtliche Prüfungskommission in Berlin. In diesen Arbeiten zeigt sich schon seine frühe grundsätzliche Herangehensweise, „bei der der mathematische Zugang stets von philosophischen Überlegungen flankiert oder gar initiiert wird“. Er erhielt die Lehrerlaubnis unter anderem für mathematischen Unterricht bis zur Sekunda als Oberlehrer. 1834 legte er sein erstes theologisches Examen ab, hatte sich aber schon für eine naturwissenschaftliche Laufbahn entschieden.
1837 wurde er wissenschaftlicher Lehrer an der Ottoschule in Stettin. 1839 erschien seine erste für den Unterricht konzipierte Arbeit über die Ableitungen der Krystallgestalten, für die August Ferdinand Möbius ein gewisses Interesse fand, weil er sich auch am Rande mit diesem Thema beschäftigt hatte. 1838 absolvierte er sein zweites theologisches Examen. Vorher meldete er sich sogar noch zur Nachprüfung in Mathematik und Physik, sicherlich um seine ausweisbare mathematische Qualifikation zu verbessern. Die neue Prüfungsarbeit über die Theorie von Ebbe und Flut, in der er neu entwickelte mathematische Ansätze erfolgreich anwendete, schloss er 1840 ab und wurde promoviert. Graßmann wusste um die Bedeutung und die Effizienz der von ihm konzipierten und in diesem Werk erstmals angewendeten Vektorrechnung. Nach einem Wechsel an die Friedrich-Wilhelms-Schule erschien 1844 sein Hauptwerk, die Ausdehnungslehre.
„Dieses Buch sprengte die zeitgenössischen Vorstellungen von der Behandlung der Geometrie. Umfangreiche philosophische Vorbetrachtungen, Darlegung einer abstrakten, als Grundlage der gesamten Mathematik konzipierten Theorie der Verknüpfungen, spärlicher Formelgebrauch, Ablehnung der Geometrie als mathematischer Disziplin und Entwicklung einer n-dimensionalen, metrikfreien Theorie der mathematischen Mannigfaltigkeit“ bilden die theoretische Ausarbeitung seines mathematischen Programms. Mit diesem Werk hatte Graßmann Überlegungen vorweggenommen, die sich mit den späteren Ansätzen Bernhard Riemanns zur Theorie n-dimensionaler Mannigfaltigkeiten sowie mit dem Hamiltonschen Konzept der Quaternionen aufs Engste berühren. Graßmann blieb allerdings insgesamt unverstanden, weshalb er von der Fachwelt ignoriert wurde und sich das Buch überhaupt nicht verkaufte. Ein Grund dafür war sicherlich die Verwendung von ihm als Autodidakt selbst geschaffener, fachhistorisch nicht sanktionierter Begriffe. Auch durch seine vom euklidischen Ideal abweichende Darstellungsweise konnte er damals die mathematische Fachwelt noch nicht für sich gewinnen.

### Kampf um Anerkennung
1846 begann Graßmann mit einer Reihe von Veröffentlichungen zur Theorie der algebraischen Kurven, der Ausarbeitung eines Ansatzes, welcher sich in der Ausdehnungslehre ergeben hatte, natürlich auch zur weiteren Propagierung seines Programms. Auch diese fanden allerdings bei seinen Zeitgenossen keine Beachtung.
Danach versuchte er sich an der Bearbeitung einer von der Jablonowskischen Gesellschaft bereits seit 1844 ausgeschriebenen Preisaufgabe. Es ging dabei um die Rekonstruktion und weitere Ausbildung eines von Gottfried Wilhelm Leibniz nur skizzenhaft entworfenen geometrischen Kalküls. Diese Aufgabe erfolgreich anzugehen war, dank seiner neuen Methode, nur Graßmann im Stande. Er bekam den Preis zuerkannt. Angeregt durch den Erfolg, beschäftigte er sich zusammen mit seinem Bruder Robert mit weiterführenden Studien und bewarb sich 1847 um eine mathematische Lehrstelle an einer preußischen Universität.
Er reichte seine Preisschrift und die Ausdehnungslehre ein, aber vor allem das Gutachten von Ernst Eduard Kummer ist niederschmetternd. Dieser schreibt, „daß diese Schrift [die Ausdehnungslehre] von den Mathematikern ferner ignoriert werden wird wie bisher; denn die Mühe, sich in dieselbe einzuarbeiten, erscheint zu groß in Beziehung auf den wirklichen Gewinn an Erkenntnis, welchen man aus derselben schöpfen zu können vermutet“. Die Bewerbung wurde abgelehnt.

### Auf dem Weg zur zweitenAusdehnungslehre
1849 heiratete Graßmann Marie Therese Knappe, die in glücklicher Ehe in den nächsten Jahren elf Kinder gebar. Er veröffentlichte einige Artikel zur Anwendung der Ausdehnungslehre auf die Theorie der algebraischen Kurven. 1853 erschien von ihm ein auf dem Gebiet der Farbenlehre bahnbrechender Aufsatz, welcher die Farbmetrik bis heute beeinflusst. Es erschien außerdem ein Aufsatz zur Vokaltheorie, der als Vorläufer der Helmholtzschen Resonanztheorie gilt. Angeregt durch die Schriften von Franz Bopp begann er sich mit Sprachen, hauptsächlich Sanskrit, und der damals noch jungen historischen Sprachwissenschaft zu beschäftigen.
Er arbeitete viel an einer Arithmetik sowie an einer Neuausarbeitung der Ausdehnungslehre, welche 1861 und 1862 erschienen. Er hatte für diese Bücher seine Darstellungsweise verändert, sicherlich angeregt auch durch die Kritik an der bisherigen, und auch sein Bruder scheint dabei einen gewissen Einfluss ausgeübt zu haben. Er wendete nun die strenge, rein formelhafte euklidische Darstellungsweise an. Damit fiel er allerdings, wie Petsche beschreibt, „von einem Extrem ins andere. Zwar konnten ihm die Mathematiker nun nicht mehr die philosophische Darstellung zum Vorwurf machen; dafür aber wurde ihnen zugemutet, einen völlig fremdartigen mathematischen Stoff in der am schwersten zugänglichen Darstellungsweise jener Zeit angeboten zu bekommen, ohne auch nur eine Vorstellung vom Nutzen der mathematischen Entwicklung zu haben. Ein Echo auf das Erscheinen seines Werkes [Ausdehnungslehre] blieb daher vollständig aus“. Mit beiden Arbeiten bewarb er sich wiederum um einen Lehrstuhl beim Kultusministerium, was abermals abgelehnt wurde. Als Grund wurde angegeben, dass man ihm sowieso keine Besserstellung verschaffen könnte, da Graßmann nach dem Tod seines Vaters seine Stelle am Stettiner Gymnasium 1852 übernommen hatte, die bereits mit dem Titel eines Professors verbunden gewesen war.
Er wandte sich schließlich enttäuscht von allen mathematischen Studien ab, um sich ganz der Sprachwissenschaft hinzugeben.

### Sprachwissenschaftliche Arbeiten
Auch auf diesem Gebiet brachte Graßmann Neues und Bedeutendes hervor; er gewann hier die breite Anerkennung seiner Fachkollegen. 1863 veröffentlichte er das Hauchdissimilationsgesetz, für das er allerdings keine Autorenschaft beanspruchte. Ab 1873 erschien sein Wörterbuch zur Ṛgvedasaṃhitā, das bis heute in der Indologie in Gebrauch ist, auch wenn viele Einträge mittlerweile überholt sind. Danach erschien eine Übersetzung desselben Textes. Die American Oriental Society machte ihn 1876 zu ihrem Mitglied. Auf Betreiben von Rudolf von Roth verlieh ihm die Universität Tübingen im selben Jahr die Ehrendoktorwürde; in dem Antrag heißt es: „er gehört zu den besten Linguisten und Sanskritisten … Die Übersetzung [der Ṛgvedasaṃhitā] ist der von Alfred Ludwig in Prag … begonnenen durch eindringliches Verständniß und geschmackvolle Deutung weit überlegen“. Graßmann gehört aus heutiger Sicht zu den wichtigsten Vedaforschern an der Wende des 19. zum 20. Jahrhundert.

### Späte Anerkennung des mathematischen Werkes
Spät im Leben Graßmanns kam es doch zu einer allgemeinen wissenschaftlichen Anerkennung seiner mathematischen Leistungen. Hamilton hatte in seinen Lectures on Quaternions 1853 Graßmanns Ausdehnungslehre zwar schon als bahnbrechend lobend erwähnt, dies war allerdings insgesamt ohne Wirkung geblieben, und vor allem Graßmann selbst hatte davon nichts mitbekommen. Am 24. November 1866 erreichte ihn ein Brief von Hermann Hankel, in dem dieser seiner Begeisterung über die Mathematik von Graßmann Ausdruck verlieh. Aufmerksam geworden war er auf Graßmann durch die Lektüre der Quaternions. „[Ich] sah zu meiner großen Freude“, schreibt Hankel, „daß in denselben [den beiden Ausdehnungslehren] der Begriff der komplexen Zahlen – so nenne ich Ihre extensiven Größen – [sic!] in einer Allgemeinheit und einer so sachgemäßen Weise behandelt und benutzt wird, als ich es zu meiner eigenen Aufklärung nur wünschen konnte“. Hankel war in der Lage gewesen, Graßmann zu verstehen, und es entstand eine regelmäßige Korrespondenz. Aber Hankel hatte noch kein entscheidendes wissenschaftliches Gewicht, Graßmann letztlich zum Durchbruch zu verhelfen. 1869 war Felix Klein durch Hankels Theorie der komplexen Zahlensysteme auf den Namen Graßmann aufmerksam geworden. Dieser wiederum wies seinen Kollegen Alfred Clebsch auf ihn hin. Auf das Betreiben von Clebsch wurde Graßmann 1871 schließlich von der
Göttinger Gesellschaft der Wissenschaften zum korrespondierenden Mitglied gewählt. 1872 veröffentlichte Victor Schlegel, ein Kollege Graßmanns am Stettiner Gymnasium, den ersten Versuch einer geschlossenen Fremddarstellung der Auffassungen Graßmanns, das System der Raumlehre. Die wachsende Anerkennung war nicht mehr aufzuhalten. Sophus Lie kam sogar nach Stettin, um sich von Graßmann über seine Behandlung des Pfaffschen Problems aufklären zu lassen. Die Vektorrechnung und Vektoranalysis setzte sich dann bis Ende des 19. Jahrhunderts gegen die Quaternionen durch, insbesondere durch Arbeiten von Josiah Willard Gibbs und Oliver Heaviside. Gibbs stieß unabhängig von Grassmann auf das Vektorkonzept, erkannte aber dessen Priorität an (Briefwechsel mit Victor Schlegel).
„So neigte sich das Leben eines großen, lange Zeit unverstandenen und in geistiger Vereinsamung um den Fortschritt der Mathematik ringenden Wissenschaftlers erfüllt dem Ende zu“. Kurz vor seinem Tode erlebte er noch eine Neuauflage der Ausdehnungslehre von 1844, nachdem sich herausgestellt hatte, dass damals beinahe die gesamte erste Auflage wegen mangelnden Absatzes eingestampft worden war.
Anlässlich des 200. Geburtstages Hermann Graßmanns fand im September 2009 eine internationale wissenschaftliche Konferenz in Potsdam und Stettin statt, die die Kontexte und die Wirkgeschichte seines Schaffens sowie die Weiterentwicklung seiner Ideen in der Gegenwart interdisziplinär ausleuchtete.
Sein Sohn Hermann Graßmann der Jüngere war ebenfalls Mathematiker, der an der Ausgabe der Gesammelten Werke mitarbeitete, die Ausdehnungslehre von Graßmann fortsetzte und Professor in Gießen wurde.

## Graßmanns Vektorrechnung
Einige Grundgedanken von Graßmanns Vektorrechnung:
- Beziehungen zwischen räumlichen Größen können mit Hilfe algebraischer Verknüpfungsgesetze beschrieben werden
- Auffassung der Strecken AB und BA als entgegengesetzte Größen (Betrachtung des Negativen in der Geometrie), neben der Länge einer Strecke ist nun deren Richtung von Bedeutung
- im Unterschied zu Hamilton ist Graßmann daran interessiert, seine Gedanken auf n Dimensionen auszudehnen
- Es gilt AB+BC=AC auch dann, wenn A, B, C nicht in einer geraden Linie liegen
- wenn man alle Elemente einer Strecke denselben Änderungen (heute: Parallelverschiebungen) unterwirft, so ist die dadurch entstehende Strecke der ursprünglichen gleich.
- das geometrische Produkt (Keilprodukt) zweier Strecken ist der Flächeninhalt des aus ihnen gebildeten Parallelogramms

Es kamen bei Graßmann bereits die Begriffe der linearen Abhängigkeit und Unabhängigkeit, der Basis und der Dimension alle vor, wenn auch unter anderen Namen. Graßmann spricht von Strecken und Größen, nicht von Vektoren; der letztere Begriff wurde von Hamilton eingeführt.

## Publikationen (Auswahl)
1. Ableitung der Krystallgestalten aus dem allgemeinen Gesetze der Krystallbildung. In: Programmabhandlung der Stettiner Ottoschule. 1839 [=GW 2,2, S. 115–146.]
2. Theorie der Ebbe und Flut. Prüfungsarbeit von 1840. In: GW 3,1, S. 8–203.
3. Grundriß der deutschen Sprachlehre. In: Programmabhandlung der Stettiner Ottoschule. 1842, S. 2–56.
4. Die Wissenschaft der extensiven Größe oder die Ausdehnungslehre, eine neue mathematische Disziplin. 1. Teil: Die lineale Ausdehnungslehre. Leipzig 1844 [Nachdruck: 1878] [=GW 1,1, S. 4–312.]
5. Geometrische Analyse geknüpft an die von Leibniz erfundene geometrische Charakteristik. Gekrönte Preisschrift. Leipzig 1847 [= GW 1,1, S. 321–398.]
6. Zur Theorie der Farbmischung. In: Poggendorfs Annalen der Physik und Chemie. Band 89, 1853, S. 69–84 [=GW 2,2, S. 161–173.]
7. Übersicht der Akustik und der niederen Optik. Vokaltheorie. In: Programmabhandlung des Stettines Gymnasiums. 1854 [=GW 2,2, S. 174–202.]
8. Lehrbuch der Mathematik für höhere Lehranstalten. Teil 1: Arithmetik. (PDF; 9,6 MB) Berlin 1861
9. Die Ausdehnungslehre. Vollständig und in strenger Form begründet. Berlin 1862 [=GW 1,2, S. 1–383.]
10. Wörterbuch zum Rigveda. Leipzig 1873–1875 [6. Aufl. Wiesbaden 1996, ISBN 3-447-03223-5]
11. Rig-Veda. Übersetzt und mit kritischen und erläuternden Anmerkungen versehen. 2 Bände Leipzig 1876–1877
12. [GW:] Gesammelte mathematische und physikalische Werke. 3 Bände Leipzig 1894–1911 [Nachdruck: New York 1972]

### Primärquellen
- Die Ausdehnungslehre von 1844, oder Die lineare Ausdehnungslehre, ein neuer Zweig der Mathematik, dargestellt und durch Anwendungen auf die übrigen Zweige der Mathematik, wie auch auf die Statik, Mechanik… Digitalisat bei archive.org
  - Hermann Graßmanns gesammelte mathematische und physikalische Werke Band 1, 1. & 2. Theil. Digitalisat bei archive.org
  - Hermann Graßmanns gesammelte mathematische und physikalische Werke Band 2, 1. & 2. Theil. Digitalisat bei archive.org

### Sekundärliteratur
- John J. O’Connor, Edmund F. Robertson: Hermann Günter Grassmann. In: MacTutor History of Mathematics archive (englisch).
- Personalbogen von Hermann Graßmann in der Personalkartei der Gutachterstelle des BIL in der Archivdatenbank der Bibliothek für Bildungsgeschichtliche Forschung (BBF)
- From Past to Future: Grassmann’s Work in Context. Konferenz anlässlich des 200. Geburtstages von Hermann Graßmann, September 2009, Potsdam/Szczecin
- Paul Drechsel: Von Grassmanns Ausdehnungslehre zur Geometrischen Algebra und Logik (PDF; 549 kB)
- Spektrum.de: Hermann Graßmann (1809–1877) 1. Oktober 2017